# Saint-Geoire-en-Valdaine
Saint-Geoire-en-Valdaine település Franciaországban, Isère megyében. Lakosainak száma 2388 fő (2022. január 1.). Saint-Geoire-en-Valdaine Velanne, Saint-Sulpice-des-Rivoires, Massieu, Merlas és Saint-Bueil községekkel határos.

## Népesség
A település népessége az elmúlt években az alábbi módon változott:
| Lakosok száma | 1333 | 1570 | 1819 | 2271 | 2390 | 2417 | 2399 | 2394 | 2390 | 2388 |
|               | 1968 | 1982 | 1990 | 2006 | 2013 | 2015 | 2017 | 2019 | 2020 | 2022 |